# Aeropuerto de Đồng Hới

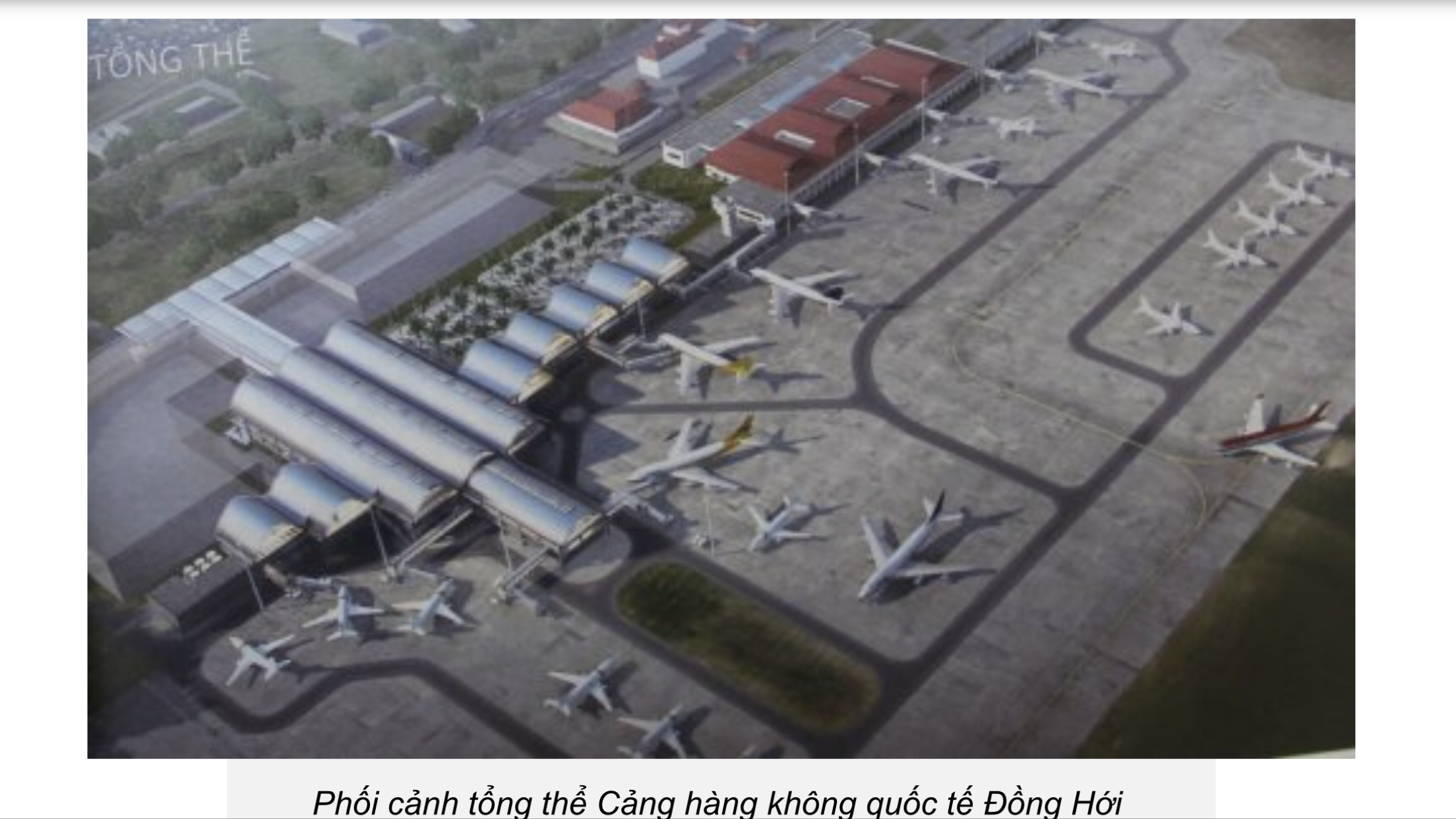
Aeropuerto de Đồng Hới, después de la expansión en el segundo trimestre de 2020

El Aeropuerto Dong Hoi  (Sân bay Đồng Hới) está localizado en Đồng Hới, Quang Binh, Vietnam. La construcción comenzó en 2004 y acabó en mayo de 2008. El primer vuelo de Hanói fue el 19 de mayo de 2008. Este aeropuerto tiene una pista de aterrizaje de 2400m x 45 m (concreto), capaz para servir el avión de la gama del midium como Airbus A321.

## Historia
Los colonos franceses construyeron este aeropuerto para el servicio militar. Utilizaban este aeropuerto para atacar al ejército comunista del Viet Minh y a Laos, en su parte norte y central.
El aeropuerto tenía entonces una pista de aterrizaje sin pavimentar. Durante la guerra de Vietnam, Vietnam del Norte utilizaba este aeropuerto para el transporte de las armas a los campos de batalla del sur. En 1972, la República Democrática de Viet Nam ocupó la provincia de Quang Tri de la República de Vietnam. El primer ministro vietnamita Pham Van Dong y el presidente cubano Fidel Castro viajaron a Hanói y habiendo aterrizado aquí, para luego ir en coche a Quang Tri. 
Después de 1975, el ejército vietnamita ha seguido utilizando el aeropuerto, pero no regularmente. Después de Phong Nha-Ke Bang se ha convertido en un patrimonio de la humanidad. Las visitas de los turistas han crecido.
En septiembre de 2004, comenzó la construcción. La fecha de finalización es 2006. 
El primer vuelo comercial de Hanói llegó aquí el 18 de mayo de 2008, la fecha de apertura de este aeropuerto. Al principio, el único destino era Hanói. Otros destinos como Ciudad Ho Chi Minh, Hai Phong y Chiang Mai fueron agregados.
El aeropuerto se ampliará desde el cuarto trimestre de 2018 hasta el segundo trimestre de 2020 (La inversión de una empresa vietnamita Grupo de FLC (el propietario de Bamboo Airways. La pista se extenderá a 3600 m, se construirá una nueva terminal. Al finalizar este proyecto en 2020, este aeropuerto podrá atender a 10 millones de pasajeros por año. 

## Aerolíneas y destinos
- Vietnam Airlines (Hanói, Ciudad Ho Chi Minh)
- Jetstar Pacific Airlines (Ciudad Ho Chi Minh, Hai Phong, Chiang Mai)
- VietJet Air (Ciudad Ho Chi Minh, Hanói)

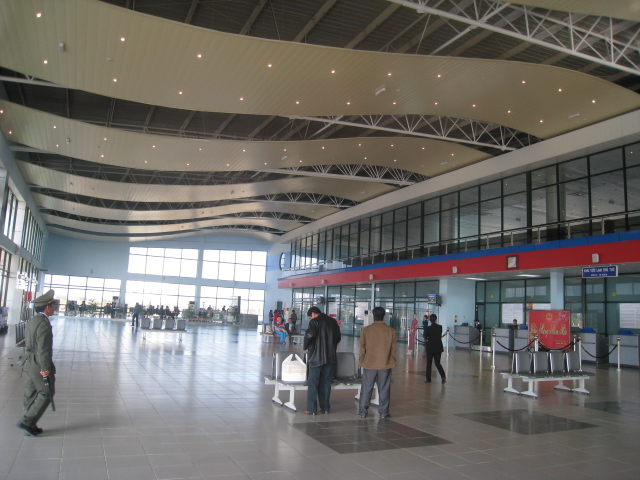
Aeropuerto Dong Hoi.

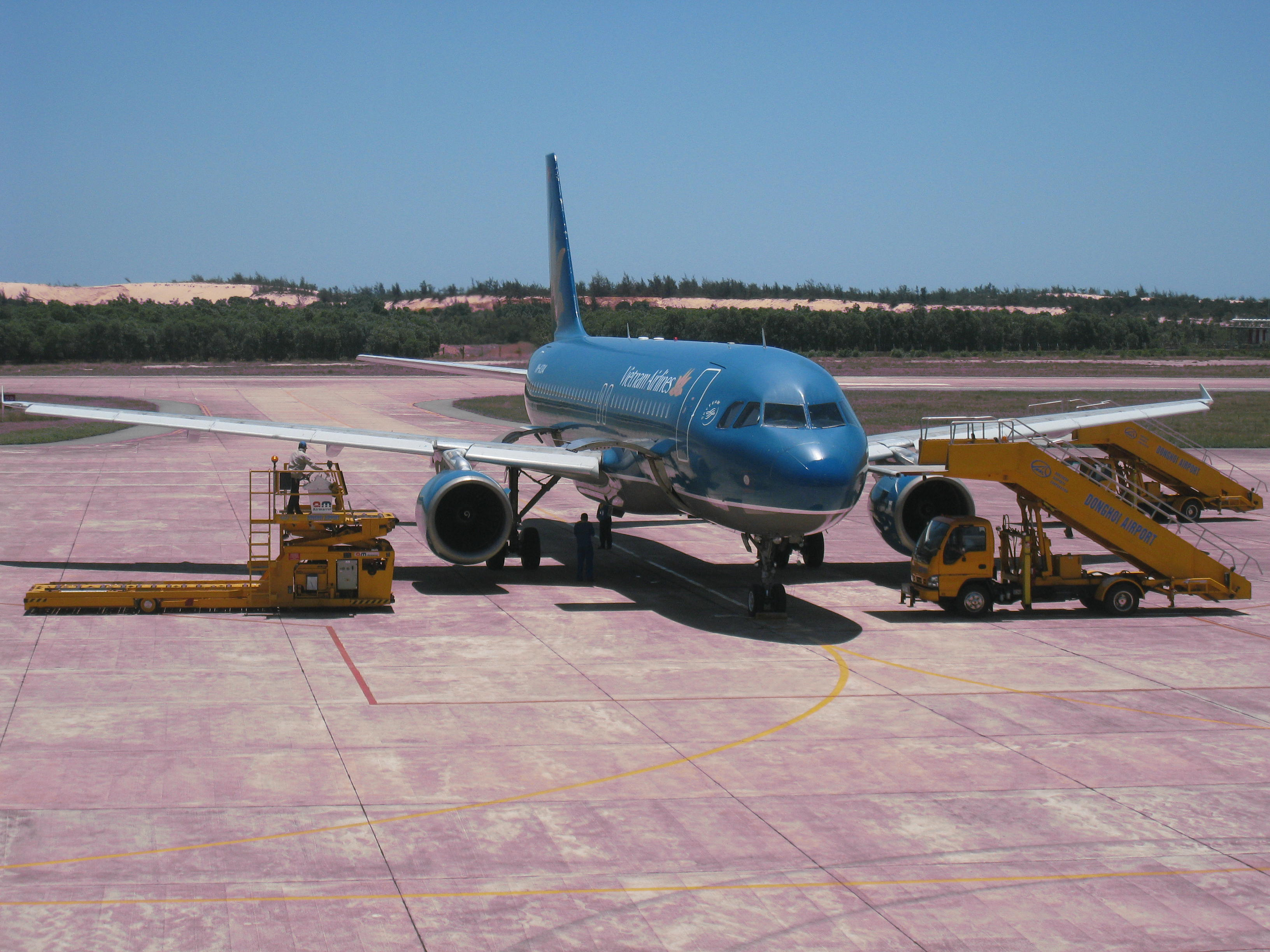
Airbus A320 en Aeropuerto Dong Hoi.